# عيسى ديوب
عيسى ديوب (بالفرنسية: Issa Diop)‏ (9 يناير 1997 بتولوز في فرنسا - ) هو لاعب كرة قدم فرنسي في مركز قلب الدفاع. شارك مع منتخب فرنسا تحت 16 سنة و17 سنة و18 سنة و19 سنة. أما مع النوادي، فقد لعب مع نادي تولوز.

## وصلات خارجية
- عيسى ديوب على موقع الاتحاد الأوربي (الإنجليزية)
- عيسى ديوب على موقع رابطة كرة القدم الفرنسية للمحترفين (الإنجليزية)
- عيسى ديوب على موقع قاعدة بيانات كرة القدم.إي يو (الإنجليزية)
- عيسى ديوب على موقع ليكيب (الفرنسية)
- عيسى ديوب على موقع Soccerbase.com (لاعب) (الإنجليزية)
- عيسى ديوب على موقع Soccerway.com (الإنجليزية)
- عيسى ديوب على موقع عالم كرة القدم.نت (الإنجليزية)
- عيسى ديوب على موقع AS.com (الإسبانية)